# Audrius Kšanavičius
Audrius Kšanavičius (28 gennaio 1977) è un ex calciatore ed ex giocatore di calcio a 5 lituano, di ruolo centrocampista.

## Palmarès

### Club

#### Competizioni nazionali
- Campionato lituano: 1

FBK Kaunas: 2006